# Jakob Ruepp
Jakob Ruepp (* 20. März 1792 in Sarmenstorf, Kanton Aargau; † 20. Juni 1857 Rheinfelden) war ein Schweizer Jurist, Politiker und Hauserzieher.

## Leben und Werk
Jakob Ruepp war der Sohn des Arztes und helvetischen Senators Alois Ruepp (1750–1810) und Bruder des früh verstorbenen Bataillonsarztes Alois (1785–1832). Dieser war der Mann von Elise Ruepp.
Ruepp studierte Rechtswissenschaften an der Universität Heidelberg und verfasste eine preisgekrönte juristische Abhandlung in lateinischer Sprache. Ruepp trat 1823 als Regierungssekretär in den aargauischen Staatsdienst und wurde im Jahr darauf Chef der «Expeditionskanzlei» sowie Sekretär des Kantonsschulrates. Durch indirekte Wahl wurde Ruepp als Radikaler, namentlich in der Kirchenpolitik, 1826 in den Grossen Rat gewählt und gehörte diesem bis 1837 an. Ab 1838 wandte sich Ruepp jedoch der Gruppe der konservativen Oppositionellen zu.
Von 1825 bis 1837 war Ruepp als Bezirksschreiber in Bremgarten tätig. Nach Nichtwiederwahl wurde er 1838 zum Obergerichtsschreiber gewählt. Diese Wahl wurde nachträglich kassiert, da er zu nahe verwandt war mit dem Oberrichter Franz Xaver Vock. Ruepp wurde auf den 1. Januar 1841 nochmals in den Grossen Rat gewählt. Wegen des Aufstands nach der Annahme der Kantonsverfassung am 5. Januar konnte er sein Mandat jedoch nicht wahrnehmen.
Als Vizepräsident gehörte Ruepp dem katholisch-konservativen Bünzer Komitee an, deren Präsident Franz Xaver Suter (1802–1886) war. Als einer der geistigen Führer wurde er vom Bezirksgericht Bremgarten wegen Störung der öffentlichen Ruhe zu vier Jahren Zuchthaus verurteilt. Ruepp flüchtete am 11. Januar 1841 nach Österreich, wo er einige Zeit in Graz als Erzieher in einer gräflichen Familie tätig war. Am 17./19. April 1844 wurde er durch das Obergericht des Verbrechens des Hochverrats und des Aufruhrs schuldig erklärt und in Abwesenheit zum Tode verurteilt. Nachdem 1845 eine allgemeine Amnestie gewährt worden war, kehrte Ruepp 1853 in den Aargau zurück und liess sich in Rheinfelden nieder, wo er bis zu seinem Tod 1855 dem Stadtrat angehörte.
Ruepp heiratete 1828 Josephine, geborene Jehle, von Olsberg. Sie war die Tochter des Johann Baptist Jehle. Nach der Geburt ihrer Tochter Emma lebten die Eheleute ab 1830 zeitweilig getrennt. Sie liess sich von 1831 bis 1833 am Töchterinstitut der Ehefrau von Johannes Niederer in Yverdon zur Lehrerin ausbilden.